# Rozbicie więzienia w Opatowie
Rozbicie więzienia w Opatowie – akcja przeprowadzona przez oddział partyzancki „Jędrusie” 12 marca 1943; atak, o którego przeprowadzeniu zadecydował Antoni Żółkiewski ps. „Lin” miał na celu uwolnienie osób przetrzymywanych w więzieniu w Opatowie przez okupacyjny reżim III Rzeszy.

## Historia
11 marca 1943 roku reżim III Rzeszy po przegranej bitwie stalingradzkiej przeprowadzili w całej Polsce masowe aresztowania. Wielu spośród aresztowanych na ziemi opatowskiej stanowili członkowie oddziału „Jędrusie”. Decyzję o uwolnieniu aresztowanych w więzieniu w Opatowie podjął Antoni Żółkiewski ps. „Lin”, a odpowiedzialna za wykonanie rozkazu została Komenda Obwodu AK Opatów. Komendant tego obwodu zwrócił się po pomoc do „Jędrusiów”. Przywódca „Jędrusiów” Józef Wiącek ps. „Sowa” po rozmowie z komendantem placówki AK z Iwanisk, porucznikiem Chodurskim, podjął błyskawiczną decyzję o uwolnieniu aresztowanych. Członkowie „Jędrusiów” mieli stanowić grupę uderzeniową, zaś żołnierze z miejscowej placówki Armii Krajowej mieli ubezpieczać akcję i osłaniać wycofujących się więźniów. Ostatecznie musiano jednak zrezygnować z ubezpieczenia od strony budynku, gdzie mieściły się żandarmeria, punkt obserwacyjno-lotniczy i koszary. Bramę więzienia wysadzili Józef Wiącek ps. „Sowa” i Zbigniew Kabata ps. „Bobo”. Brama została wysadzona dopiero w czasie drugiego wybuchu, pierwszy tylko naruszył zawiasy. Strażnicy więzienni poddali się i z cel wypuszczono więźniów (część uwolnionych dołączyła do „Jędrusiów”). W czasie akcji wykonano wyrok na volksdeutschu Winnickim (komendant AK wydał na niego wyrok śmierci), zastępcy Landrata w Opatowie. W wyniku akcji uwolniono około 80 osób, które miano wkrótce przewieźć do Ostrowca Świętokrzyskiego. 29 marca 1943 roku oddział „Jędrusiów” przeprowadził akcję rozbicia więzienia w Mielcu, w wyniku której uwolniono 180 osób.

## Upamiętnienie
- Przy bramie więziennej w Opatowie znajduje się tablica pamiątkowa upamiętniająca rozbicie więzienia w Opatowie[3].